# Phan Thiết (phường)
Phan Thiết là một phường thuộc tỉnh Lâm Đồng, Việt Nam.
Phường Phan Thiết được thành lập ngày 16 tháng 6 năm 2025 theo Nghị quyết số 1656/NQ-UBTVQH15  của Ủy ban Thường vụ Quốc hội  trên cơ sở sáp nhập  toàn bộ diện tích tự nhiên, quy mô dân số của phường Phú Trinh, Lạc Đạo và Bình Hưng, thành phố Phan Thiết. Phường này chính thức hoạt động từ ngày 01 tháng 7 năm 2025.

## Địa lý
Phường Phan Thiết có vị trí địa lý:
- Phía Bắc giáp phường Hàm Thắng
- Phía Đông giáp phường Phú Thủy
- Phía Tây giáp các phường Bình Thuận và Tiến Thành

Phường có diện tích 4,46 km², dân số năm 2025 là 85.493 người, mật độ dân số đạt 19.169 người/km².